# Choerolophodontidae
Choerolophodontidae (лат.) — семейство вымерших млекопитающих из отряда хоботных. Жили во время миоценой эпохи.
Раньше Choerolophodontidae классифицировались как подсемейство Choerolophodontinae семейства Gomphotheriidae, но кладистический анализ 2016 года заставил выделить их в отдельное семейство.
Окаменелости Choerolophodontidae обнаружены в Азии, Африке и на Балканах.

## Роды
В семейство включают 2 вымерших рода:
- Afrochoerodon Pickford, 2001
- Choerolophodon Schlesinger, 1917